# Eyes of the Universe
Albums de Barclay James Harvest
XII
(1978) Turn of the Tide
(1981)
Eyes of the Universe, sorti en 1979, est le treizième album du groupe de rock progressif britannique Barclay James Harvest.
Il s'agit du premier album sans le claviériste Stuart John Wolstenholme (dit Woolly), qui quitta le groupe en 1979 pour cause de divergences musicales.

## Enregistrement
L'album a été enregistré entre juillet et septembre 1979 aux Strawberry Studios (en) à Stockport (Angleterre).

## Liste des morceaux
| 1.    | Love on the Line                       | 4:40 |
| 2.    | Alright down got boogie (Mu Ala Rusic) | 3:57 |
| 3.    | The Song (They love to sing)           | 6:04 |
| 4.    | Skin Flicks                            | 6:51 |
| 5.    | Sperratus                              | 5:00 |
| 6.    | Rock'n'Roll Lady                       | 4:27 |
| 7.    | Capricorn                              | 4:33 |
| 8.    | Play to the World                      | 7:02 |
| 42:44 |                                        |      |

## Musiciens
- John Lees
- Les Holroyd
- Mel Pritchard

## Musiciens additionnels
- Kevin McAlea : Piano (The Song (They love to sing)), claviers (Sperratus)
- Alan Fawkes : Saxophone (Play to the World)